# 罗夫·兰道尔
罗夫·兰道尔（1927年2月4日—1999年4月27日）是一位德裔美国物理学家、计算机科学家和工程师，专攻热力学和凝聚态物理学，毕业于哈佛大学，后进入IBM工作。